# Fovant
Fovant är en ort och civil parish i Storbritannien.   Den ligger i grevskapet Wiltshire och riksdelen England, i den södra delen av landet, 140 km väster om huvudstaden London. Fovant ligger 92 meter över havet och antalet invånare är 669.
Terrängen runt Fovant är huvudsakligen platt. Fovant ligger nere i en dal. Runt Fovant är det ganska tätbefolkat, med 120 invånare per kvadratkilometer. Närmaste större samhälle är Salisbury, 13,8 km öster om Fovant. Trakten runt Fovant består till största delen av jordbruksmark.